# Odaiba
Odaiba (japanska: お台場?) är en stor, konstgjord ö i Tokyobukten i Japan. Den utgör en del av stadsdelskommunerna Minato, Kōtō och Shinagawa.
I dagligt tal inkluderas även den angränsande ön i öster (Ariake, 有明), även den konstgjord, i benämningen Odaiba. "Dubbelön" har de senaste decennierna blivit ett centrum för delar av den japanska underhållningsindustrin, och här finns bland annat det internationella utställningsområdet Tokyo Big Sight (på Ariake).

## Distrikt
Odaiba inkluderar bland annat Daiba, vilket är benämningen på ett av fyra distrikten där "dubbelön" är en del. De fyra distrikten är totalt del av tre olika stadsdelskommuner.
- Aomi (del av stadsdelskommunen Kōtō) – södra och centrala delen av den västra ön
- Ariake (del av Kōtō) – den östra ön
- Daiba (del av Minato) – norra strandremsan av den västra ön
- Higashi-Yashio (del av Shinagawa) – en liten del längst i väster

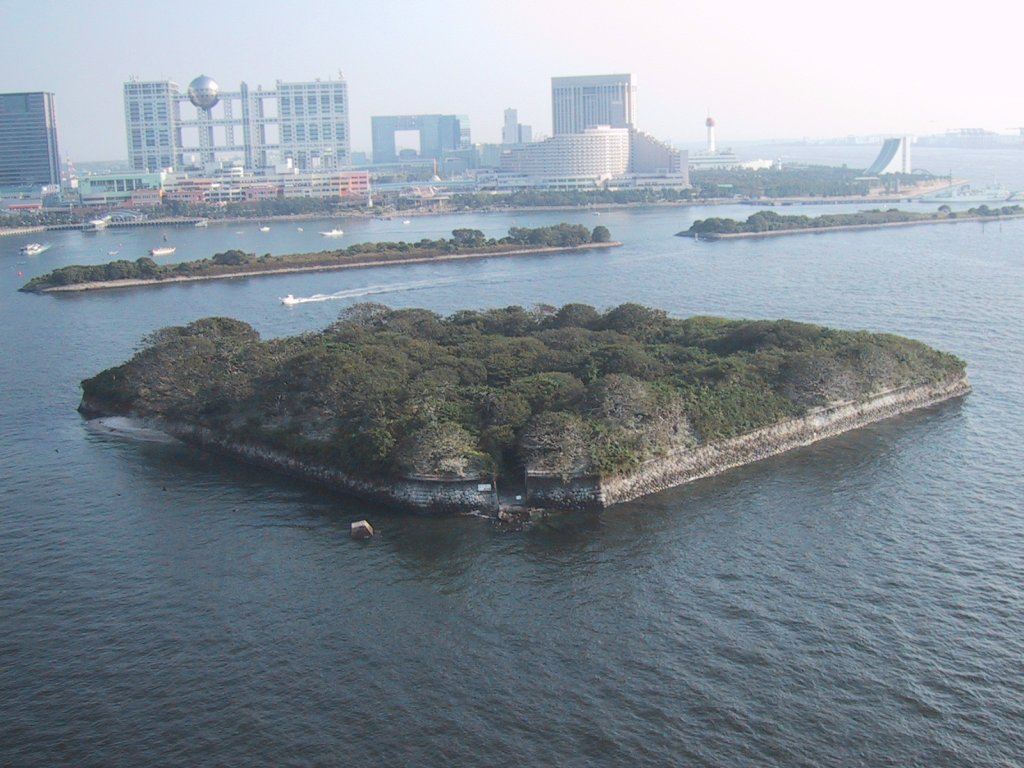
Dai-Roku Daiba (第六台場), Batteri nr 6, är en av Edo-erans ursprungliga batteriholmar, sedd från Regnbågsbron. I bakgrunden syns ön Odaiba med bland annat Fuji TV:s smått futuristiska högkvarter.

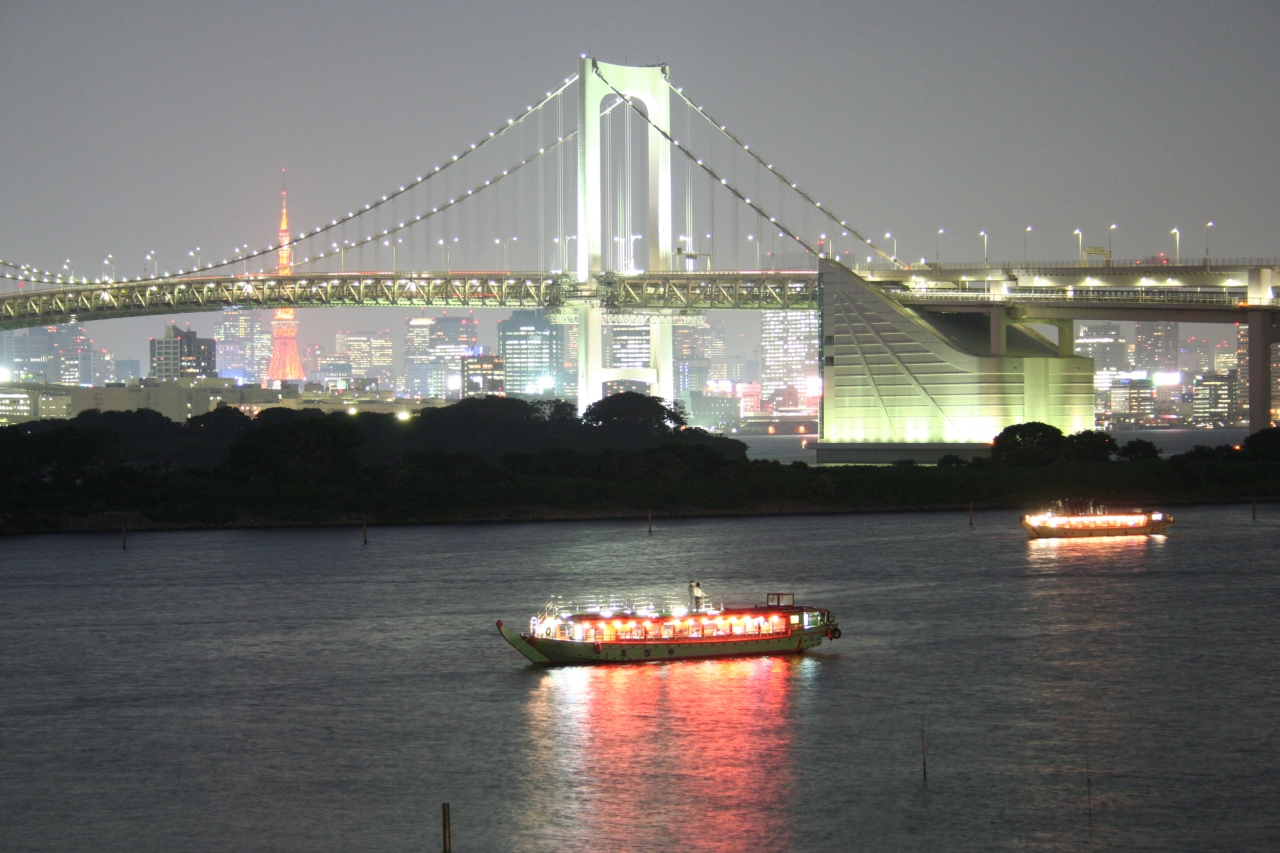
Regnbågsbron sedd från Odaibaön.

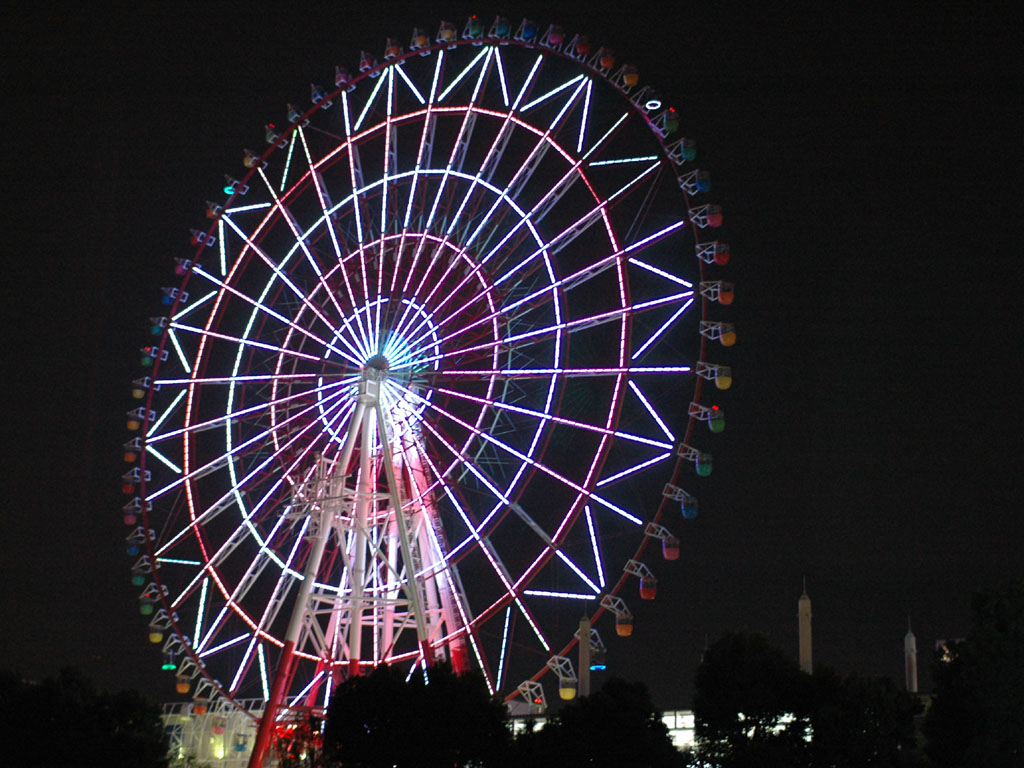
Daikanransha – världens näst största pariserhjul

## Historia
1853 började Tokugawa-shogunatet bygga en rad befästningar (sju fort) med artilleribatterier, daiba på japanska, för att skydda Tokyo från anfall sjövägen. Det var en reaktion på ankomsten av den amerikanske flottiljamiralen Matthew Perrys fyra svarta skepp. Fem av de sju planerade forten uppfördes verkligen. Orsaken till det reducerade antalet var dels att Japan hade knutit vänskapsförbindelser med Förenta staterna, dels var finansieringen ett problem. Det moderna Odaiba är i stort sett helt byggt på mark som under 1900-talet byggts i Tokyobukten, utanför den tidigare kustremsan.
1928 renoverades Dai-San Daiba (第三台場) – Batteri nr 3 – och gjordes tillgängligt för allmänheten som ett parkområde, Daiba Kōen som ännu idag hålls öppet. De första och femte batterierna revs för att ge plats för hamnanläggningen på Shingawa-platsen, och det andra batteriet avlägsnades för att öka framkomligheten för sjöfarten. För att skydda Batteri nr 6 belades ön med landstigningsförbud och överläts till naturen. Det fjärde batteriet, i likhet med det sjunde, färdigställdes aldrig och båda tjänade slutligen blott som grundmaterial för de övriga fem. Resterna av detta Batteri nr 4 utgör i dag en del av Tennozu-ön.
Den moderna omdaningen av Odaiba påbörjades efter succén med världsutställningen Expo '85 i Tsukuba. Den japanska ekonomin gick på högvarv och på Odaiba skyltades det med futuristiskt boende, för en byggkostnad på över tio miljarder dollar. T3, som blev dess smeknamn, var avsedd att vara en självförsörjande stad med över 100 000 permanentboende invånare. På grund av den kraftiga ekonomiska nedgången 1991, var Odaiba 1995 praktiskt taget övergiven – underbefolkad. Mängder av dess kvarter stod tomma.
1996 gjordes området om från renodlat affärsdistrikt till att även tillåta kommersiell verksamhet och underhållningsdito. Området levde upp på nytt, då tokyoborna upptäckte den kust som staden i övrigt saknade. Hotell och varuhusgallerior etablerades, flera storföretag (däribland Fuji TV) flyttade sina högkvarter till ön och de offentliga kommunikationerna förbättrades.

## Byggnader/verksamheter

### Odaibaön
Dagens Odaiba är ett av tokyobor och likasinnade turister omtyckt resmål för inköp och utflykter. Några huvudattraktioner:
- Fuji TV:s studior med dess utpräglade arkitektur utformad av Kenzo Tange[2]
- Regnbågsbron som sammanbinder Odaiba med Tokyos centrum
- Decks Tokyo Beach, butiksgata med Sega Joypolis och Little Hong Kong
- Aqua City, köpcentrum
- Palette Town:
  - Venus Fort, en varuhusgalleria med Venedig-tema[3]
  - Zepp Tokyo, en av Tokyos största scener/nattklubbar
  - Daikanransha, världens näst största pariserhjul, efter London Eye[4]
  - Tokyo Leisure Land, videospel, karaoke, bowling, etcetera (öppet dygnet runt)
  - Megaweb, utställningshall för biltillverkaren Toyota
- Oedo-Onsen-Monogatari, offentlig badinrättning med heta källor
- En av två stränder inom Tokyos stadskärna (bad rekommenderas ej) vid Kasai Rinkai Park i Edogawa-kvarteret
- Miraikan, statligt museum för utvecklingen inom vetenskap och innovation[5]
- Fune-no-kagakukan, sjöfartsmuseum i närheten av badplats

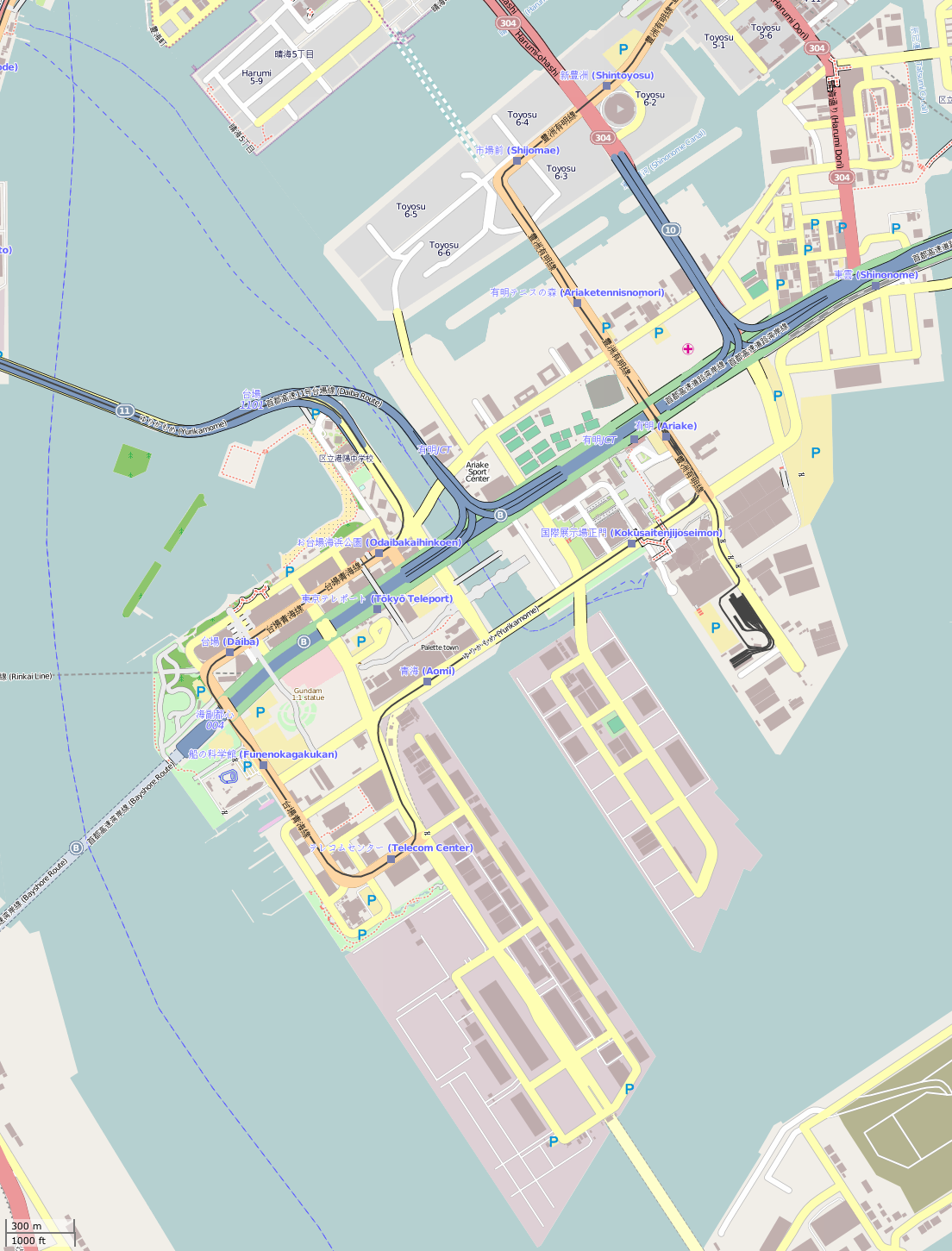
Dubbelön Odaiba (nere till vänster) och Ariake (uppe till höger) i Tokyos hamn. Ofta räknas Ariake som del av (hamnområdet) "Odaiba". "Batteri nr. 6" syns i grönt vid bron till vänster.

| Ariake: Tokyo Big Sight (Tokyo Exhibition Center) och Hotellet Tokyo Bay Court Club. |  | Ariake: Tokyo Big Sight (Tokyo Exhibition Center) och Hotellet Tokyo Bay Court Club. |
| Ariake: Tokyo Big Sight (Tokyo Exhibition Center) och Hotellet Tokyo Bay Court Club. |  |                                                                                      |

| Ariake Colosseum (i Ariakes tenniscenter) samt NTT:s huvudbyggnad på Ariake. |  | Ariake Colosseum (i Ariakes tenniscenter) samt NTT:s huvudbyggnad på Ariake. |
| Ariake Colosseum (i Ariakes tenniscenter) samt NTT:s huvudbyggnad på Ariake. |  |                                                                              |

### Ariakeön
Distrikt 1
- Bostadskomplexet Horizon Mare, Galleria Grande och Brillia Mare Ariake
- City Tower Ariake
- Brillia Ariake Sky Tower
- Differ Ariake Arena
- Kiyari-bron
- Ariakekita-bron
- Fujima-bron

Distrikt 2
Här finns utbildningsenheter och sportanläggningar
- Ariake Tennis Park
- Ariake Sport Center
- Tokyo Ariakes Medicinska universitet
- Konsthögskola
- Sagawa Express Bay Area Center
- Ariakes grundskola
- Ariakes gymnasium
- Saneringsanläggning för Tokyos renhållningsverk
- Nozomi-bron
- Shinto-bron
- Ariake-bron
- Aomi-bron

Distrikt 3
Här finns Tokyo Big Sight, köpcenter, kontorsfastigheter och hotell. Nedan är ett urval:
- Symbol Promenade Park
  - Yume no Ō-bron
- Water Place Park
- Ariake West Pier Park
- Tokyo Rinkai Disaster Prevention Park
- Ariakes forskningssjukhus mot cancer
- K-Museum
- Tōkyō International Exhibition Center (Tokyo Big Sight)
- Tōkyō Fashon Town
- Partire Tōkyō Bay Wedding Village and Square
- Tokyo Bay Ariake Washington Hotel
- Tōkyō Bay Court Club Hotel & Spa Resort
- Hôtel Sunroute Ariake
- Ariake Frontier Building
- Lavis Inc.
- Ariake Central Tower
- Akemi-bron
- Panasonic Center Tōkyō
- Tōkyō Water Science Museum
- NTT Urban Development Ariake Center Building
- Musahino-universitetets Ariake-campus
- Ariake Passenger Boat Terminal
- Steel Pier

Distrikt 4
Distriktet består till största delen av lagerbyggnader, främst tillhörande pappersindustrin.
- Ferry Pier
- Ferry Pier Park
- Lager 1 och 2 hos Nippon Paper
- Lager för Oji Logistics
- Lager för Daio Paper
- Distributionscenter för Japan Pulp and Paper Company

## Kommunikationer
Odaiba har förbindelser med Tokyos centrum via Regnbågsbron (motorväg, Yurikamome-banan, gångväg) och Tokyo Port-tunneln (motorväg). Odaiba kan nås med kollektiva färdmedel, såsom det helautomatiska Yurikamome-banan som går emellan Shinbashi och Toyosu. Dessutom finns den privatägda (underjordiska) Rinkai-linjen emellan Ōsaki och Shin-Kiba, på vilken vissa tåg direkt far vidare till järnvägsstationerna Shibuya, Shinjuku, Ikebukuro och till Saitama. 
Busslinjer (Toei) avgår mot Monzennaka-cho, Hamamatsu-cho och Tokyo Station, och bussbolaget Keikyū upprätthåller förbindelser med flygplatsen Haneda och i riktning mot Shinagawa. Färjor trafikerar uppströms på Sumida-floden till Asakusa och i östlig riktning finns förbindelse med Kasai i Edogawa-ku.

## Odaiba/Ariake inom fiktionen
Stadsdelen uppträder i animeserierna Digimon Adventure och Digimon Adventure 02, som hemstad för de två första grupperna av utkorade barn. Verkliga platser som Daikanransha-pariserhjulet, Regnbågsbron, Tokyo Big Sight och Fuji TV:s byggnadskomplex finns också med. 
I den tredje säsongen av mangaserien Sailor Moon förekommer ett påhittat grannområde till Odaiba – Infinity Bank, ett byggprojekt med liknande bakgrund. I Sailor Moon-animen dyker även Marine Cathedral upp. Odaiba förekommer också i den australiensiske författaren Andrew O'Connors debutroman Tuvalu (2006).
Området är centralt för animeserien Genshiken där huvudfigurerna bevistar Comic Market, ett årligt evenemang som hålls i det stora utställningskomplexet Tokyo Big Sight. I Ariakes utställningskomplex befinner sig även de tre huvudpersonerna i Tokyo Magnitude 8.0, när jordbävningen som gett animeserien dess titel drabbar Tokyo.

### Fotnoter
1. ↑  Ön/öarna tillhör de tre nämnda stadsdelskommunerna i Tokyo.